# 舞衣岛

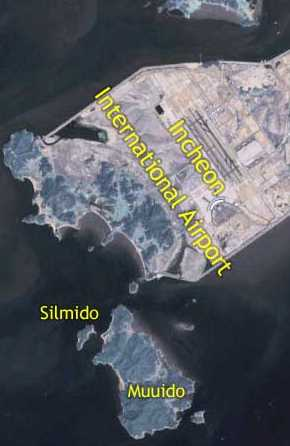
写有muuido的岛屿即是舞衣岛

舞衣岛（：／ Muido）是一个位于大韩民国仁川国际机场附近的岛屿，在行政上属于仁川广域市中区。

## 地理
位于永宗岛（上有仁川国际机场）以南，附近有小舞衣岛、实尾岛、海女岛等岛屿，为了与小舞衣岛区别开，舞衣岛有时也被叫做大舞衣岛。岛的北部有国思峰（230米），南部有虎龙谷山（244米）。

## 設施
- Hanagae海水浴場
  - 電視劇《天國的階梯》拍攝地
- 實尾海水浴場
  - 退潮時或會浮現出海底石路，遊人可踩著石頭步行至海岸對面實尾島

## 外部連結
- 舞衣島-韓國觀光公社